# 卷叶小檗
卷叶小檗（学名：Berberis replicata）为小檗科小檗属的植物，是中国的特有植物。分布于中国大陆的云南等地，生长于海拔1,850米至3,500米的地区，多生在山坡路边以及灌丛中，目前尚未由人工引种栽培。